# Pteropus rodricensis
Pteropus rodricensis es una especie de murciélago frugivoro de gran tamaño que pertenece a la familia Pteropodidae, género Pteropus, las especies de este género son comúnmente conocidas como zorros voladores. Pteropus rodricensis es un endemismo de la Isla Rodrigues situada en el Océano Índico y perteneciente a la República de Mauricio. Su hábitat natural son los bosques tropicales de la región. Es una especie sociable que forma grandes grupos. Alcanza un peso de uno 350 gramos y una envergadura de 90 cm. Se encuentra en grave peligro de extinción.